# Државна дума Руске Империје
Државна дума Руске Империје (рус. Государственная дума Российской Империи) била је доњи дом народног представништва Руске Империје. Горњи дом је био Државни савјет.

## Историја
До 1905. године у Руској Империји није било представничког законодавног органа. Законодавну власт је вршио сам император сверуски. Прва Државна дума је основана манифестом Николаја II од 6. августа 1905. Задатак да изради нацрт о оснивању представничког органа повјерен је министру унутрашњих послова Булигину, који је Државну думу замислио као законодавно-савјетодавни орган, али тај нацрт није заживио.
Законодавна надлежност Државне думе је уређена манифестом од 17. октобра 1905, у којем је установљено да се ниједан закон не може донијети без одобрења Државне думе. Та одредба је била унесена и у члан 86. Основних државних закона Руске Империје (редакција 23. април 1906): „Ниједан нови закон се не може донијети без одобрења Државног савјета и Државне думе и ступити на снагу без потврде владара императора.“ Од законодавно-савјетодавног органа који је установљен манифестом од 6. августа 1905, напосљетку је Државна дума постала законодавни орган.
Прво засједање Државне думе је било 27. априла 1906, у Тауријском дворцу у Санкт Петербургу.

## сазив
Први сазив Државне думе сазван је према изборном закону од 11. децембра 1905, према којем су сељаци бирали 49% изборника. Избори за прву Државну думу су трајали од 26. марта до 20. априла 1906. године. Нису били непосредни, већ су се бирали изборници кроз четири курије: земљопосједничкој, градској, сеоској и радничкој. За земљопосједничку и градску курију избори су били двостепени, за сеоску трећестепени и за радничку четверостепени.
Прва Државна дума је радила 72 дана. Претресла је два нацрта која су се тицала аграрног питања — од кадета (42 потписа) и од депутата радничке групе (104 потписа). Предлагано је оснивање државног земљишног фонда за подјелу земље сељацима. Дана 13. маја је објављена владина декларација којом је проглашено за недопустиво да се земља принудно одузима и дијели. Одбијени су и захтјеви за даровање политичке амнестије, као и захтјеви да се прошире надлежности Државне думе и уведе принцип парламентарне одговорности министара. На владину декларацију, Државна дума је одговорила неповјерењем влади и избором нове, мада на то није имала право јер је то било искључиво у надлежности императора сверуског.
Дана 8. јула 1906. царска влада је распустила Државну думу, јер не само да плаши народ него и шири општи неред у земљи. Депутати су видјели манифест о распуштању у 9 сати ујутру на вратима Тауријског дворца. Тада се 200 депутата сакупило у Виборгу, гдје су између 9. и 10. јула потписали тзв. Виборшки позив.
Државна дума другог сазива је радила од 20. фебруара до 2. јуна 1907. године (једно засједање).
По своме саставу била је општа супротност првој, јер су у изборима учествовали и социјал-демократе и есери. Сазвана је према изборном закону од 11. децембра 1905. године. Кадети су предлагали одузимање дијела спахијске земље и њену предају сељацима у накуп. Сељачки депутати су предлагали национализацију земље.
Друга дума је била распуштена, када је сазнано да депутати социјал-демократе организују сусрете са војницима петербуршког гарнизона и планирају војну завјеру. Дана 1. јула 1907, први министар Столипин је одстранио 55 депутата са засједања Думе, а њих 16 лишио депутатске неприкосновености. Када су се депутати оглушили на те мјере, Дума је била распуштена указом Николаја II 3. јула (Трећејунски преврат).

## 
Истовремено са указом о распуштању Думе другог сазива 3. јуна 1907. била је објављена нова Уредба о изборима за Думу, тј. нови изборни закон. Према томе закону била је сазвана нова Дума. Избори су се одржали у јесен 1907. године.
Октобристи — партија крупних земљопосједника и индустријалаца су управљали цјелокупним радом Думе. Главни њихов метод је био забрањивање говора када су постављана питања од других фракција. Убрзо је формирана октобарска-кадетска мањина. Али и даље, дјелатност Думе се није значајно измијенила.
У Думи су претресана разни предмети: о питању реформисања војске, о сељачком питању, о питању о односима к мањинама. У свим питањима била су огромна разилажења депутата. Опозициони депутати су критиковали самодржавно уређење Русије. Депутати су могли поставити интерпелацију влади на коју је ресорни министар морао одговорити кад-тад.
Када се расправљало о законским приједлозима, Дума би формирала разне комисије. Било је укупно 30 комисија за разна питања. У неким комисијама, као на примјер у буџетској, било је неколико десетина депутата. У многим комисијама су све депутатске фракције имале своје представнике.
Законски приједлози који су долазили из министарстава најпре су се разматрали у колегијуму Думе, који се састојао од предсједника Думе, његових замјеника, секретара Думе и његовог замјеника. Колегијум је своје мишљење о приједлогу достављао у једну од комисија Думе, а потом се приједлог усвајао на општем засједању Думе.
Сваки приједлог се разматрао у 3 читања. У првом читању, извјестилац је говорио о чему говори приједлог. После другог читања предсједник и секретар Думе су биљежили све примједбе и одобравања око законског приједлога, и тада су могли предложити да се учине поправке у законском приједлогу. Треће читање је било у ствари друга верзија другог читања јер су се могли поправити амандмани који су усвојени током другог читања при постојању благе већине. После завршетка трећег читања предсједавајући је стављао законски приједлог на гласање са свим усвојеним законским амандманима.
Законска иницијатива Думе је била ограничена тиме, што је законски приједлог морало предложити најмање 30 депутата.
Припрема за изборе за Думу почела је још од 1910. године. Влада је улагала огромне напоре како би Дума имала депутатски састав који је подржава и притом је фаворизовала избор свештеника. На крају влада је отишла још у већу изолацију јер су земљопосједници октобристи отишли у опозицију са кадетима. 

## Фебруарска револуција
Дана 25. априла 1917, император Николај II је потписао „Манифест о распуштању Државне думе“. Дума је била једна од главних опозиционих центара Николају II и играла је велику улогу у Фебруарској револуцији. Од чланова Думе је образована Привремена влада. После Фебруарске револуције и пада монархије Дума се није никако састајала, али се редовно састајао Привремени комитет Државне думе, који је и образовао Привремену владу. Дана 6. октобра 1917, Привремена влада је распустила Државну думу да би расписала изборе за Уставотворну скупштину, а 18. децембра је Совјет народних комесара укинуо канцеларију Думе и њен Привремени комитет.